# Intoxication au chlorure de méthyle
Pour le composé chimique, voir Chlorure de méthyle.
Cet article décrit les critères administratifs pour qu'une intoxication au chlorure de méthyle soit reconnue comme maladie professionnelle en France.
Cet article relève du domaine de la législation sur la protection sociale et a un caractère davantage  juridique que médical.

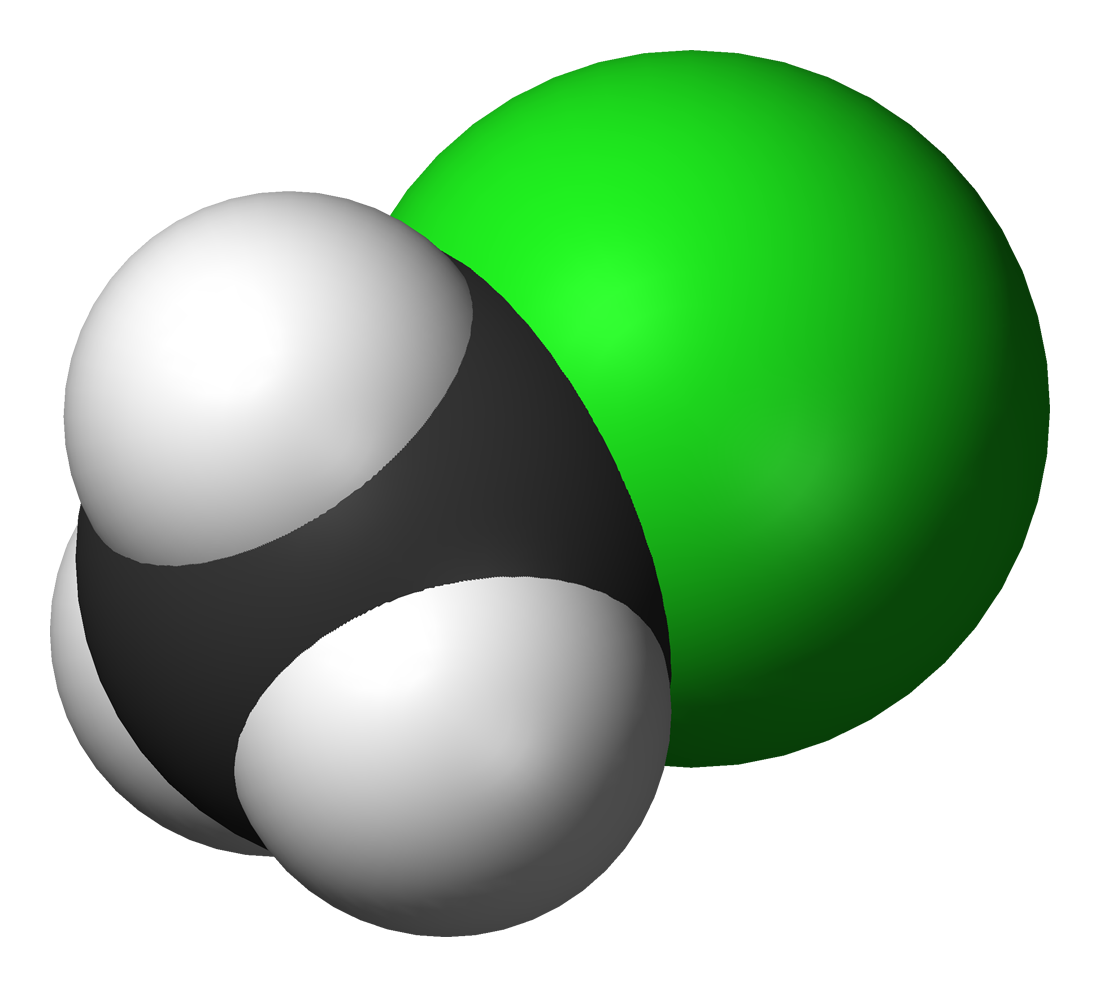
Molécule de chlorométhane

## Législation enFrance

### Régime général
| Fiche Maladie Professionnelle | Fiche Maladie Professionnelle | Fiche Maladie Professionnelle |
| Ce tableau définit les critères à prendre en compte pour qu'une intoxication par le chlorure de méthyle soit prise en charge au titre de la maladie professionnelle | Ce tableau définit les critères à prendre en compte pour qu'une intoxication par le chlorure de méthyle soit prise en charge au titre de la maladie professionnelle | Ce tableau définit les critères à prendre en compte pour qu'une intoxication par le chlorure de méthyle soit prise en charge au titre de la maladie professionnelle |
| Régime Général. Date de création : 19 mars 1948 | Régime Général. Date de création : 19 mars 1948 | Régime Général. Date de création : 19 mars 1948 |
| Tableau N° 27 RG | Tableau N° 27 RG | Tableau N° 27 RG |
| Intoxication professionnelle par le chlorure de méthyle | Intoxication professionnelle par le chlorure de méthyle | Intoxication professionnelle par le chlorure de méthyle |
| --- | --- | --- |
| Désignation des Maladies | Délai de prise en charge | Liste indicative des principaux travaux susceptibles de provoquer ces maladies                                                                                      |
| Vertiges | 7 jours | Préparation, emploi et manipulation du chlorure de méthyle, notamment :                                                                                             |
| Amnésie | 7 jours | |
| Amblyopie | 7 jours | |
| Ataxie | 7 jours | Réparation des appareils frigorifiques. |
| Accidents aigus (coma, délire) en dehors des cas considérés comme accidents du travail                                                                              | 3 jours | |
| Date de mise à jour : 15 septembre 1955 | | |

## Sources spécifiques
- (fr) Tableau N° 27 des maladies professionnelles du régime Général

## Sources générales
- (fr) Tableaux du régime Général sur le site de l’AIMT
- (fr) Guide des maladies professionnelles sur le site de l’INRS